# キム・ダミ
キム・ダミ（韓国語: 김다미、1995年4月9日 - ）は、韓国の女優。

## 略歴
両親が共働きだった関係で幼少期から留守番中に多くの映画やドラマを観て育つ。自然と俳優への夢を持つようになったが、本格的に目指し始めたのは高校在学中で、2年次から演技塾に通い、大学に入ってから演劇の勉強を始めた。
仁川大学校公演芸術学科で舞台演劇を学ぶ傍ら、アパレルブランドのフィッティングモデルなどを経験し、大学3年次には『マリオネット 私が殺された日』で主演のイ・ユヨンの高校生時代を演じた。
大学4年次に履歴書を携えて芸能事務所めぐりをしていた際に受けた映画『The Witch 魔女』のオーディションで1500倍の倍率を勝ち抜き、俳優として歩み始めて最初の仕事が319万人を動員するヒット映画の主演という稀な幸運を掴んだ。
各映画祭の新人賞を総なめにした『The Witch 魔女』の役柄と相まって韓国では「怪物新人」と呼ばれ、女優の人材不足が嘆かれていた忠武路に突如現れた新星として熱烈に歓迎されている。

### 梨泰院クラス
「長く俳優を続けたいので作品選びは急がない」という本人の意向もあり、『The Witch 魔女』で加熱した注目度とは裏腹に2年間近くCF以外の演技活動を行わなかったが、2019年にパク・ソジュンとの共演でTVドラマ『梨泰院クラス』の主演を務める事が発表された。主演映画で脚光を浴びてから長い空白を経ての初ドラマでいきなりメインヒロインに抜擢された事で、より大衆性の強いTVドラマでの訴求力が試される作品となったが、2020年1月31日から放送がスタートすると、ほとんど登場シーンがなかった放送第1週2話目までは5%台と静かな滑り出しだった視聴率が、第2週3話目以降の登場シーン増加に呼応するように上がり続け、最終話では16.5%を記録した。これはJTBC史上2番目、韓国ケーブルTV史上6番目に高い数値であり（2020年3月時点）、新人俳優としては初主演した映画・TVドラマともに破格のスタートを切る事となった。
またSNS使用に関しては消極的で、『The Witch 魔女』で話題をさらって以降、公式SNSアカウントが存在しない状態が続いていたが、『梨泰院クラス』で演じた役チョ・イソがインフルエンサーだった事が契機となり、役作りの一環として2020年1月にインスタグラムアカウントを開設。ドラマ放送時に「김다미（キム・ダミ）」が韓国内におけるトレンドワードで首位になるほど広く話題にのぼった結果、期せずして最終週の放送直前にフォロワー数が劇中設定と同数の「76.5万人」に到達。放送終了2日後には100万人を突破した。

### その年、私たちは
2021年3月、SBSドラマ『その年、私たちは』に参加することが決定し、2021年12月から2022年1月まで放送された。広告代理店で企画チーム長を務めるヒロイン、クク・ヨンスを演じ、『The Witch 魔女』以来となるチェ・ウシクとの再共演が話題になった。
2022年5月、2018年から所属していたANDMARQとの契約を更新しないことが発表された。2022年8月、ソン・ヘギョやユ・アインらが所属するUAA（United Artists Agency）と契約したことが発表された。

## 人物
- 家族は両親と兄[20]
- 「俳優になりたい」と言ってもまともに取り合ってもらえなかったため、周囲には服飾関係の仕事をしていた母親に倣って、「ファッションデザイナーになりたい」と言っていた[2]。実際に興味も持っており、インタビューで「俳優をしていなかったら服飾関係の仕事をしていたと思う」と語っている[6]。
- 俳優にならないかと誘われた事は無いが、背が高いためダンサーにならないかと誘われた事はある[2]。
- 外出時はラフなジャージ姿でいる事が多かったが、最近はファンを失望させないように気を遣っている[2]。
- 村上春樹の小説を愛読し、特に好きなのは『ねじまき鳥クロニクル』である[6]。
- 『魔女』における自身の演技に関しては「残念な出来」とし、自己評価は「100点満点中60点」と辛めである[6]。
- 俳優でありながら普段は感情の起伏に乏しく内向的であると自身について語っている[6][21][22][23][24]。非常に寡黙で、所属事務所の代表クォン・オヒョンは「あまりにもしゃべらないので契約を結びたくないのかと思った」とその第一印象を語っている[25]。また『The Witch 魔女』の監督バク・フンジョンも「一緒にやろうと言っても反応が薄いので、本当はやりたくないのか尋ねたり、シナリオを渡しても全然連絡して来ないので、内容が気に入らないのかこちらから訊いたほどだ」と語っている[26][27]。
- 本人は「考えを言語化するのに時間が掛かるので、普段は感情の多くを表に出さないが、むしろその事が演技では役に立っているようだ」と自己分析しており[22]、『梨泰院クラス』で共演したリュ・ギョンスも「撮影現場ではダミが一番よく笑い、リアクションも豊富で、その姿が演技に上手く溶け込んでいた」と語っている[28]。
- 本来のデビューは『The Witch 魔女』よりも撮影開始が10ヶ月、公開が2ヶ月早い『マリオネット 私が殺された日』での助演だが、結果的に主演で鮮烈な印象を残し興行的にも成功を収めた『The Witch 魔女』がスクリーンデビュー作として認識される事も多く、作中あまりにも悲惨な目に遭う『マリオネット 私が殺された日』は、インタビューでもほとんど触れられる事がない[29][30]。
- 『The Witch 魔女』『梨泰院クラス』と天才的能力を持つ役が続いているが、学校の成績は「極めて平均的で誇れるのは皆勤賞ぐらい」とインタビューで冗談を交えながら答えている[20]。
- 2020年11月25日に行われた日本ファン向けのオンライントークショーにて、「小さい頃なのであまり覚えていないが、日本の有名な温泉地に行った事がある」と述べ、来日経験がある事を明かした[31]。

## 出演作品

### 映画
| 年   | 題名/原題                                             | 役名         | 備考                                                |
| ---- | ----------------------------------------------------- | ------------ | --------------------------------------------------- |
| 2017 | 2017同名異人プロジェクト 2017 동명이인 프로젝트       |              | 自主制作映画                                        |
| 2018 | マリオネット 私が殺された日 나를 기억해               | ユ・ミナ     | 助演                                                |
| 2018 | The Witch 魔女 마녀                                   | ク・ジャユン | 主演                                                |
| 2022 | THE WITCH/魔女 -増殖- 마녀(魔女) Part2. The Other One | ク・ジャユン | 特別出演                                            |
| 2023 | ソウルメイト 소울메이트                               | アン・ミソ   | 主演、中国映画『ソウルメイト/七月と安生』のリメイク |
| 2024 | 大洪水 마녀                                           | アンナ       | 主演、Netflix                                       |

| ※いくつかの映画情報サイトおよび他言語版Wikipediaには、2017年の映画『ローマ8:37』に出演していると記載されており、エンドロールに「幹事4」役として「김다미（キム・ダミ）」の名も出て来るが、本編を見ても出演を確認する事はできない。公式プロフィールの出演作品欄にも記載がない事から、出演していたとしても顔の映らないエキストラレベルか、編集でカットされたか、同姓同名の別人のいずれかである。Naver Movieには「김다미（キム・ダミ）」という名前の俳優が5名登録されており、『ローマ8:37』に出演した人物は本記事のキム・ダミとは別人となっている。 |

### テレビドラマ
| 年        | 局      | 題名/原題                     | 役名         | 備考 |
| --------- | ------- | ----------------------------- | ------------ | ---- |
| 2020      | JTBC    | 梨泰院クラス 이태원 클라쓰    | チョ・イソ   | 主演 |
| 2021-2022 | SBS     | その年、私たちは 그 해 우리는 | クク・ヨンス | 主演 |
| 2025      | Disney+ | ナインパズル 나인 퍼즐        | ユン・イナ   | 主演 |

### CF
| 年   | 企業           | ブランド                               | 説明               | 公式動画リンク | 公式動画リンク |
| ---- | -------------- | -------------------------------------- | ------------------ | -------------- | -------------- |
| 2018 | ワセリン       | リップセラピー                         | リップクリーム     | CF1            | CF2            |
| 2018 | レイニスト     | バンクサラダ                           | フィンテックアプリ | CF1            | CF2            |
| 2019 | フィルト       | ETIQA                                  | 保健用マスク       | CF1            | CF2            |
| 2020 | ベネフィット   | ジョージア/シュガーボム/ダラス         | パウダーチーク     | CF1            | CF2            |
| 2020 | ベネフィット   | カリフォルニア・キッシン・カラーバーム | リップグロス       | CF             | CF             |
| 2020 | KT             | Seezn                                  | VODサービス        | CF1            | CF2            |
| 2020 | VU’OR          | fossula                                | 化粧品             | CF             | CF             |
| 2020 | オーディナンス | Deepondé                               | 化粧品             | CF             | CF             |
| 2020 | フィルト       | ETIQA                                  | 保健用マスク       | CF1            | CF2            |

## 受賞歴
| 年   | 賞                                               | 部門                         | 出演作品            | 結果       | 備考          |
| ---- | ------------------------------------------------ | ---------------------------- | ------------------- | ---------- | ------------- |
| 2018 | 第22回ファンタジア国際映画祭                     | 主演女優賞                   | 『The Witch 魔女』  | 受賞       | [ 36 ] [ 37 ] |
| 2018 | 第55回大鐘賞                                     | 主演女優賞                   | 『The Witch 魔女』  | ノミネート | [ 38 ]        |
| 2018 | 第55回大鐘賞                                     | 新人女優賞                   | 『The Witch 魔女』  | 受賞       | [ 39 ]        |
| 2018 | 第27回釜日映画賞                                 | 新人女優賞                   | 『The Witch 魔女』  | 受賞       | [ 40 ]        |
| 2018 | 第2回 ザ・ソウルアワード                         | 新人女優賞                   | 『The Witch 魔女』  | 受賞       | [ 41 ]        |
| 2018 | 第39回 青龍映画賞                                | 新人女優賞                   | 『The Witch 魔女』  | 受賞       | [ 42 ]        |
| 2018 | 第18回 ディレクターズ・カット・アワード          | 新人女優賞                   | 『The Witch 魔女』  | 受賞       | [ 43 ]        |
| 2018 | 第6回 マリ・クレール・アジア・スター・アワード   | ライジングスター賞           | 『The Witch 魔女』  | 受賞       | [ 44 ]        |
| 2018 | 第3回 ロンドン・アジア・フィルム・フェスティバル | ライジングスター賞           | 『The Witch 魔女』  | 受賞       | [ 45 ]        |
| 2018 | 第18回 韓国ユース・フィルム・フェスティバル      | 人気女優賞                   | 『The Witch 魔女』  | 受賞       | [ 46 ]        |
| 2018 | 第3回 Asia Artist Awards                         | ルーキー賞                   | 『The Witch 魔女』  | 受賞       | [ 47 ]        |
| 2018 | 第2回 エル・スタイル・アワード                   | エル・ネクスト・アイコン     | N/A                 | 受賞       | [ 48 ]        |
| 2018 | 第3回 東亜ドットコム's PICK                      | “どこいるの？もうきたの？”賞 | N/A                 | 受賞       | [ 49 ]        |
| 2019 | オレTVムービー・オブ・ザ・イヤー                 | ビッグ6アクター              | 『The Witch／魔女』 | 受賞       | [ 50 ]        |
| 2019 | 第10回 韓国映画記者協会 今年の映画賞             | 新人女優賞                   | 『The Witch／魔女』 | 受賞       | [ 51 ]        |
| 2019 | 第24回 春史大賞映画祭                            | 新人女優賞                   | 『The Witch／魔女』 | ノミネート |               |
| 2019 | 第55回 百想芸術大賞                              | 新人女優賞                   | 『The Witch／魔女』 | ノミネート | [ 52 ]        |
| 2019 | 第19回 韓国ユース・フィルム・フェスティバル      | 新人女優賞                   | 『The Witch／魔女』 | 受賞       |               |
| 2020 | 第56回 百想芸術大賞                              | 新人女優賞（TVドラマ部門）   | 『梨泰院クラス』    | 受賞       |               |
| 2020 | 第56回 百想芸術大賞                              | Tiktok人気賞（女性部門）     | 『梨泰院クラス』    | ノミネート |               |
| 2020 | 第5回 Asia Artist Awards                         | 人気賞（女性部門）           | N/A                 | ノミネート |               |
| 2020 | 2020 ブランド大賞                                | 今年の女優（新人部門）       | N/A                 | ノミネート |               |
| 2021 | 2021 大韓民国ファーストブランド大賞              | 新人女優賞                   | N/A                 | 受賞       |               |
| 2021 | 第7回 APANスターアワード                         | 新人女優賞                   | 『梨泰院クラス』    | ノミネート |               |
| 2021 | 第7回 APANスターアワード                         | KT Seeznスター賞             | 『梨泰院クラス』    | ノミネート |               |
| 2021 | 第7回 APANスターアワード                         | 人気女優賞                   | 『梨泰院クラス』    | ノミネート |               |